# Хемстра, Марьолейн ван
Марьолейн ван Хемстра (нидерл. Marjolijn van Heemstra; род. 10 февраля 1981) — голландская писательница, поэтесса, театральный деятель и журналист.
Является членом Общественного творческого совета нидерл. Sociaal Creatieve Raad.

## Биография
Родилась в Амстердаме 10 февраля 1981 года в семье старинного рода Ван Хемстра; дочь педиатра Дидерика Яна Маурица, барона ван Хемстра, и его жены — ортопеда, Джины Элизабет Хегенер.
В период с 1985 по 1999 год училась в амстердамской 1-й школе Монтессори Вилеваал, в колледже города Капелле-ан-ден-Эйссел) и в Школьной группе государственного образования Вольферта ван Борселена в Роттердаме. Затем она изучала религиоведение в Амстердамском университете с 2000 по 2006 год, специализируясь на исламском мистицизме.
С 2005 года Марьолейн ван Хемстра работала журналистом, писателем и театральным деятелем. С этого же года сотрудничает с Театром Фраскати в Амстердаме. В 2009 году был опубликован первый сборник её стихов «Als Mozes had doorgevraagd», с которым она выиграла поэтическую премию Jo Peters Poëzieprijs в 2012 году. С 2012 по 2019 год вела субботнюю колонку в газете Trouw (в приложении выходного дня Tijd). Первый роман ван Хемстры «De laatste Aedema» был опубликован в сентябре 2012 года. Сборник стихов «Meer hoef dan voet» вышел в свет в 2016 году.
В 2017 году вышла книга «Het groeit! Het leeft!». В том же году была опубликована книга «En we noemen hem» о её двоюродном дедушке — Франсе ван Хемстре, участнике Второй мировой войны. Эта книга была удостоена литературной премии BNG Bank и вошла в шорт-лист литературной премии Libris. В 2020 году вышел поэтический сборник Марьолейн ван Хемстры «Reistijd, bedtijd, ijstijd».
В январе 2022 года ван Хемстра была удостоена должности Городского поэта Амстердам, сменив на этом посту Гершвина Боневасию.